# Còlit formiguer negre
El còlit formiguer negre (Myrmecocichla nigra) és una espècie d'ocell de la família dels muscicàpids (Muscicapidae) pròpia de l'Àfrica central i oriental. Es troba discontínuament en un ampli territori d'herbassars africans, des de Nigèria fins a Kenya per l'est, i fins a Angola i Zàmbia pel sud, tot i que també hi ha una població aïllada al Senegal. El seu estat de conservació es considera de risc mínim.